# Playa de la Albufereta
La playa de la Albufereta es una playa de arena oscura y aguas tranquilas. Se sitúa al noroeste de la ciudad de Alicante (Comunidad Valenciana, España), en una zona urbana (en el barrio de mismo nombre) y dispone de servicios a lo largo de la época estival. También hay vertido de aguas pluviales por la desembocadura del barranco del Joncaret.